# Панчино, Джино
Джино Панчино (итал. Gino Pancino, 11 апреля 1943, Доманинс, Королевство Италия) — итальянский велогонщик, выступавший на треке. Бронзовый призёр летних Олимпийских игр 1968 года, чемпион мира 1966 года, серебряный призёр чемпионата мира 1967 года.

## Биография
Джино Панчино родился 11 апреля 1943 года в итальянской деревне Доманинс в провинции Порденоне.
Занимался велоспортом в клубах «Стефанутти» и «Портофлекс» в Сан-Вито-аль-Тальяменто. С 1959 года выступал в соревнованиях новичков. В начале 60-х одержал ряд побед на региональном уровне.
В 1966 году завоевал золотую медаль на чемпионате мира во Франкфурте-на-Майне в командной гонке преследования, выступая вместе с Чиприано Кемелло, Антонио Кастелло и Луиджи Ронкальей.
В 1967 году завоевал серебряную медаль на чемпионате мира во Амстердаме в командной гонке преследования. Сборная Италии, выступавшая тем же составом, что и год назад, в финале уступила гонщикам СССР.
В 1968 году вошёл в состав сборной Италии на летних Олимпийских играх в Мехико. Выступал в командной гонке преследования вместе с Лоренцо Бозизио, Ронкальей и Джорджо Морбьято и завоевал бронзовую медаль. Квалификацию, в которой итальянцы показали лучшее время и установили мировой рекорд (4 минуты 16,10 секунды), пропустил, как и четвертьфинал, где они победили сборную Бельгии. В полуфинале Бозизио, Кемелло, Ронкалья и Панчино уступили гонщикам ФРГ. В заезде за 3-4-е места, где итальянцы опередили сборную СССР, вновь не участвовал.
В 1969 году стал чемпионом Италии в командной гонке на 100 км и командной гонке преследования и участвовал на чемпионате мира в Брно.
Всю карьеру провёл на любительском уровне.
За спортивные достижения награждён золотой медалью Олимпийского комитета Италии.